# Tswanyaneng
Tswanyaneng è un villaggio del Botswana situato nel distretto Meridionale, sottodistretto di Barolong. Il villaggio, secondo il censimento del 2011, conta 297 abitanti.

## Località
Nel territorio del villaggio sono presenti le seguenti 4 località:
- Mogobe-wa-Dikgomo di 374 abitanti,
- Ramatlabama Works Camp,
- Tswaagare di 1 abitante,
- Tswaanyaneng Lands di 12 abitanti